# Liste der reichsten Mexikaner
Die reichsten Mexikaner (Milliardäre) sind nach Angaben des US-amerikanischen Magazins Forbes (Stand: Dezember 2024):
| Rang | Name                            | Vermögen in US-Dollar | Herkunft des Vermögens                                       |
| ---- | ------------------------------- | --------------------- | ------------------------------------------------------------ |
| 1    | Carlos Slim                     | 81,3 Milliarden       | Telmex, INBURSA, América Móvil, CompUSA, WorldCom und Telcel |
| 2    | German Larrea Mota              | 28,0 Milliarden       | Grupo México                                                 |
| 3    | Alejandro Baillères Gual        | 7,9 Milliarden        | Peñoles                                                      |
| 4    | Maria Asuncion Aramburuzabala   | 6,1 Milliarden        | Grupo Modelo, Grupo Televisa                                 |
| 5    | Ricardo Salinas Pliego          | 5,7 Milliarden        | TV Azteca, Iusacell, Unefon                                  |
| 6    | Carlos Hank Rhon                | 3,9 Milliarden        | Banorte, Gruma, Grupo Hermes                                 |
| 7    | Fernando Chico Pardo            | 2,9 Milliarden        | Grupo Aeroportuario del Sureste, Promecap                    |
| 8    | Rufino Vigil Gonzalez           | 2,7 Milliarden        | Industrias CH                                                |
| 9    | Juan Domingo Beckmann Legorreta | 2,4 Milliarden        | José Cuervo                                                  |
| 10   | Antonio Del Valle Ruiz          | 2,3 Milliarden        | Mexichem                                                     |